# Paul Marès
Para el músico de jazz, ver Paul Mares
Paul Marès (1826-1900) fue un naturalista y botánico francés.
Realizó extensas expediciones botánicas a Túnez y a Argelia. Estuvo en las islas Baleares estudiando su Flora, y herborizando.

## Algunas publicaciones

### Libros
- Marès, P; G Vigineix. 1880. Catalogue raisonné des plantes vasculaires des îles Baléares. Ed. París : G. Masson. [i]-xlvii + [1]-370 pp. Archivado el 11 de marzo de 2007 en Wayback Machine.

## Honores
Fue miembro electo de la Sociedad Botánica de Francia.

### Epónimos
- (Asteraceae) Chrysanthemum maresii  Ball 1873[3]
- (Asteraceae) Leucanthemum maresii (Coss.) Maire[4]
- (Euphorbiaceae) Tithymalus maresii (Knoche) Soják[5]
- (Scrophulariaceae) Veronica maresii Sennen[6]
- (Typhaceae) Typha maresii Batt.[7]

- La abreviatura «Marès» se emplea para indicar a Paul Marès como autoridad en la descripción y clasificación científica de los vegetales.[8]